# Vorhangschiene
Als Vorhangschiene (auch Gardinenschiene) werden an der Decke befestigte Führungssysteme bezeichnet, welche vorwiegend aus Aluminium oder Kunststoff hergestellt, mit einer oder mehreren Laufschienen oder Rillen versehen dazu dienen, dass senkrechte Vorhänge, beispielsweise Gardinen, vor Fenstern und Türen befestigt und flexibel verschoben werden können. Auch bei Raumteilersystemen und Bilderaufhangsystem kommen sie zum Einsatz.

## Allgemeines
Durch die Vorhangschiene wird ähnlich wie beim Kölner Brett die Gardinenaufhängung verdeckt. Die als Paneelwagen bezeichneten Gleiter werden in die vorgesehenen Führungen der Schiene eingeschoben und an diesen dann die Gardinen, Vorhänge oder Store befestigt.
Vorwiegend sind diese Paneelwagen mit einem Klettband versehen, um Vorhänge daran anzubringen. Bei weiteren Varianten werden diese per Klemmtechnik befestigt, indem eine Stoffbahn „eingeklemmt“ und als Flächenvorhang dient. Die Paneelwagen werden dabei mit einem H-Gleiter in die Vorhangschiene eingeführt und können somit frei bewegt werden.
Vorhangschienen gibt es ein-, zwei- und dreiläufig. Für Erker, Rundbögen oder Giebelfenstern gibt es horizontal oder vertikal gebogene Schienen. Bei Flächenvorhängen wird häufig diese Technik verwendet. In die Schienen werden Rollringe, Klickgleiter und als Abschlüsse Feststeller eingeführt.

### Rollringe, Klickgleiter und Gardinenfeststeller
An der oberen Seite der Gardine können entweder Rollringe oder Klickgleiter in dort angenähte Schlaufenbänder eingesetzt werden. Vorhangschienen besitzen je nach Bauart an ihren Enden Rundbögen, in die man die Rollringe einfügen kann. Die Klickgleiter hingegen kann man an jeder beliebigen Stelle der Vorhangschiene hineinstecken. Sie erzeugen beim Bewegen der Gardine jedoch mehr Reibung als die Rollringe. Bei beiden Varianten, Rollringe oder Klickgleiter, kann der Nutzer den Vorhang nur an den Enden der Vorhangschiene durch eine dort eingebaute Lücke abnehmen. Andernfalls könnte der Vorhang leicht nach unten aus der Schiene herausrutschen. Gardinenfeststeller verschließen diese Lücken und sorgen so dafür, dass die Gardine beim Verschieben nicht aus der Lücke hinausfährt, im Fachjargon „entgleist“.

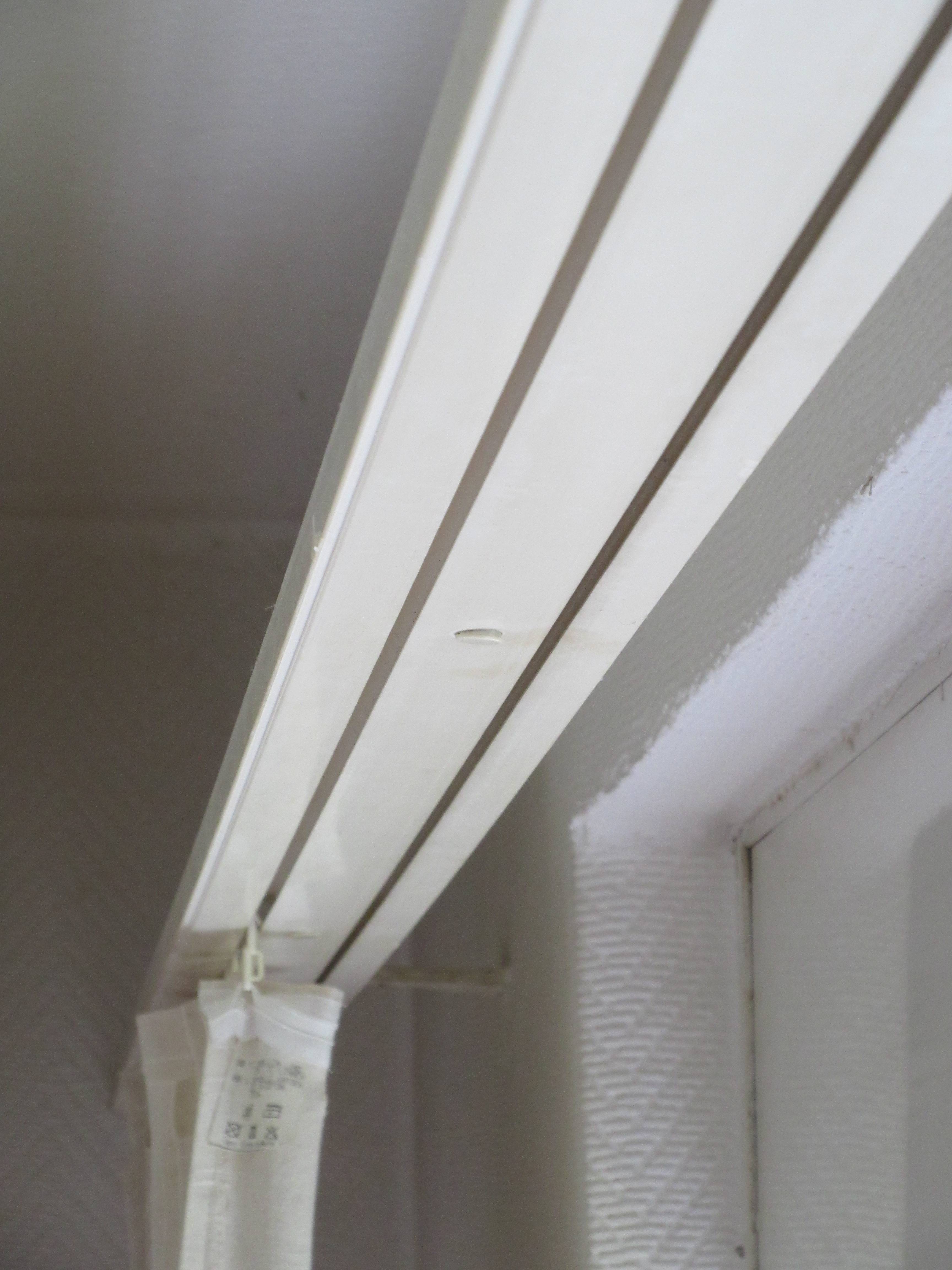
Eine weiße zweiläufige Gardinenschiene mit Gardine. Hier ohne Kölner Brett.
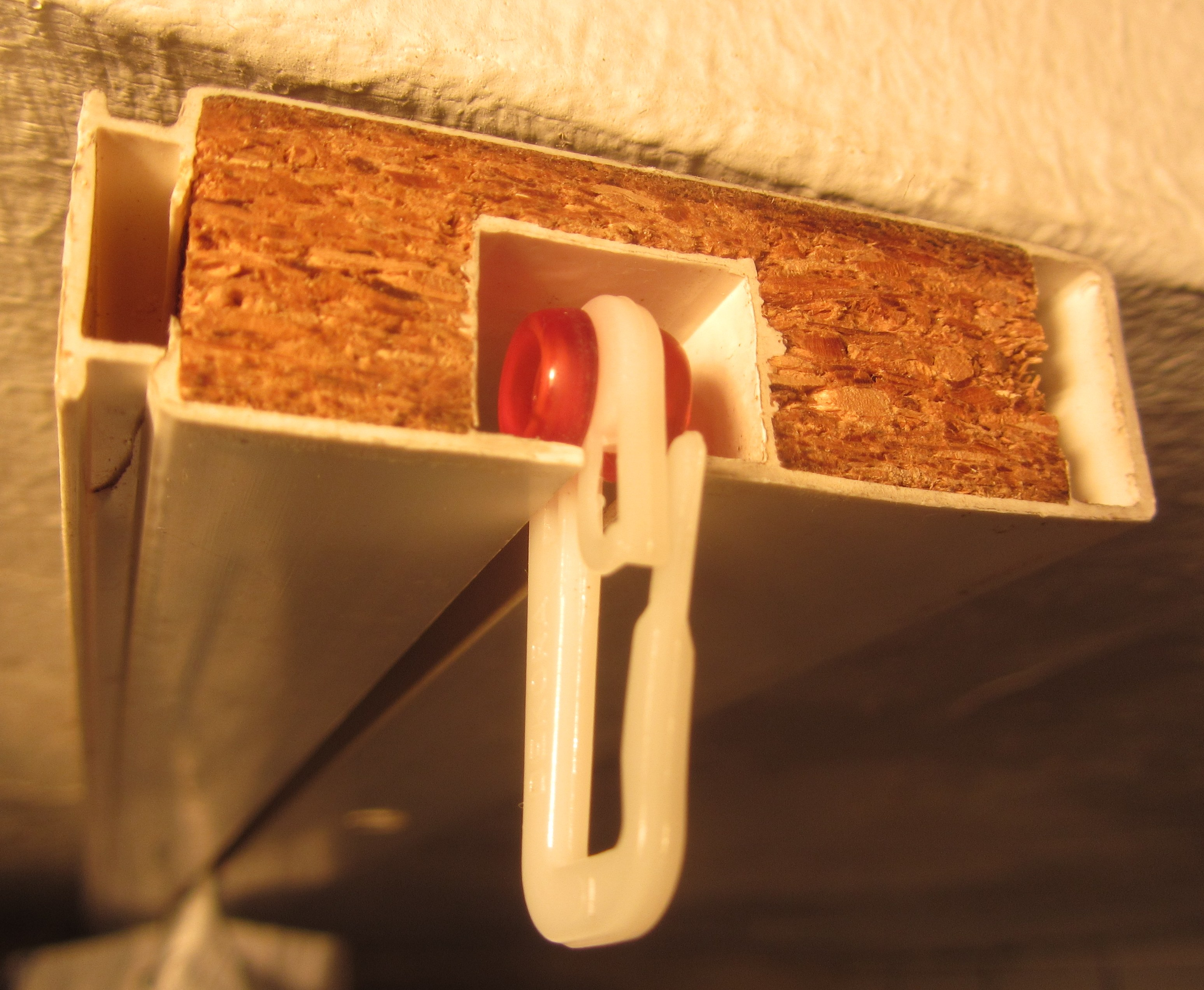
Schnittbild einer einläufigen Vorhangschiene mit Rollring
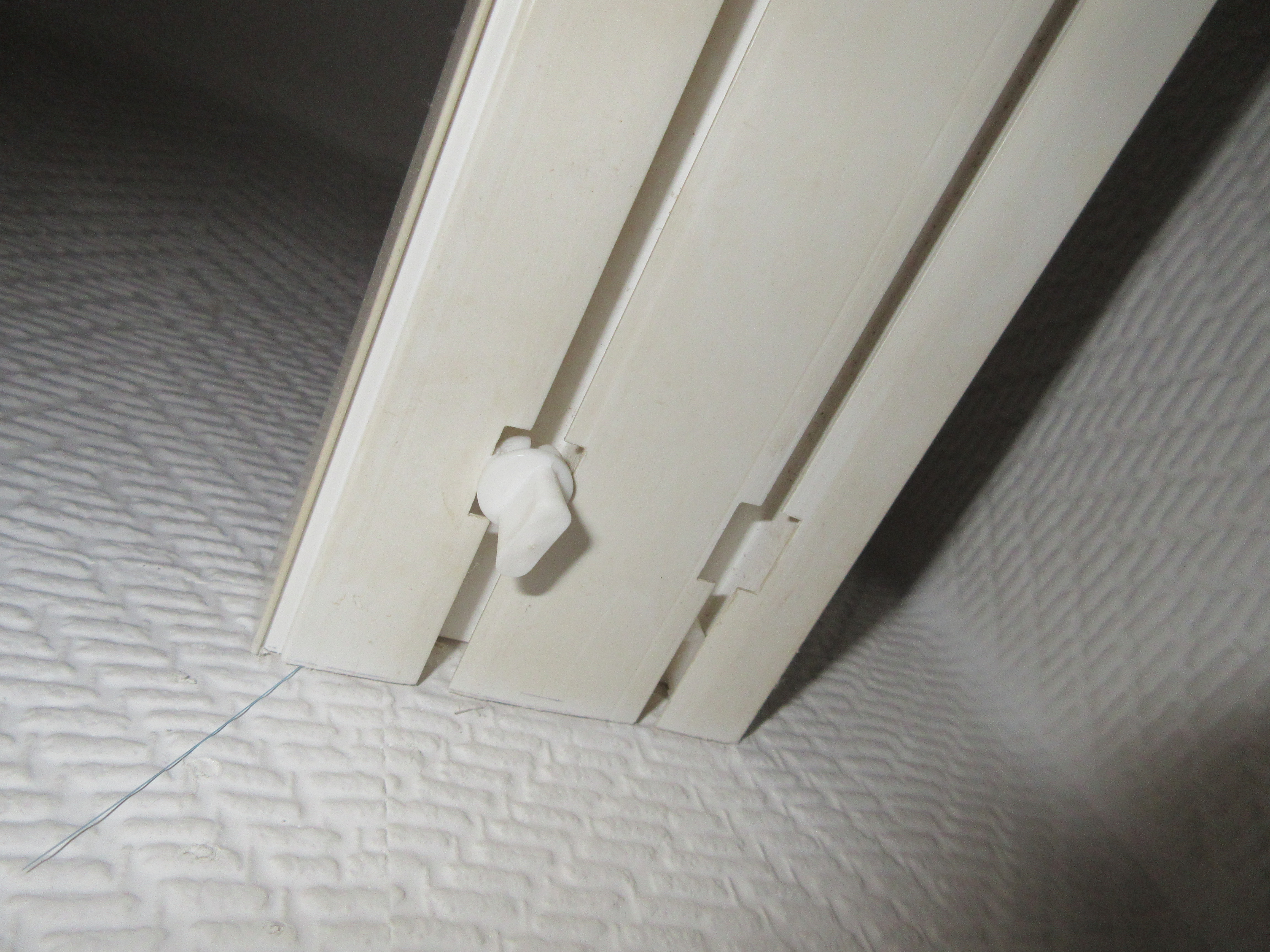
Ende einer Vorhangschiene mit einem Gardinenfeststeller (links) und Lücken, zum Ein- und Ausfädeln der Gardine
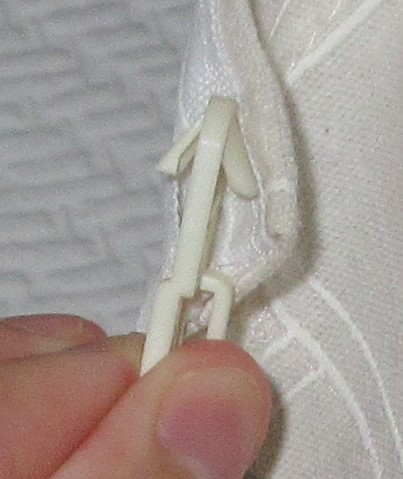
Klickgleiter
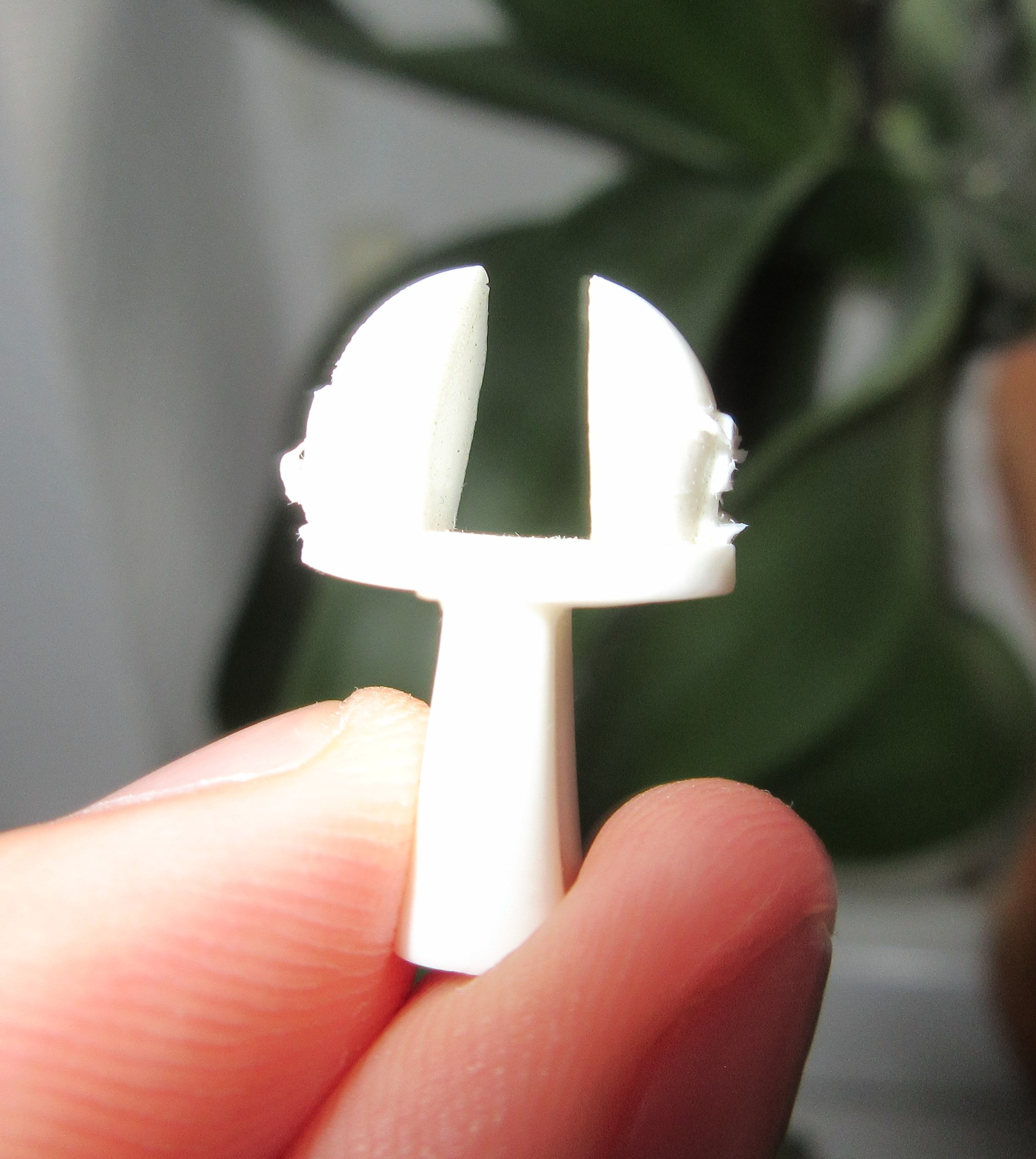
Gardinenfeststeller
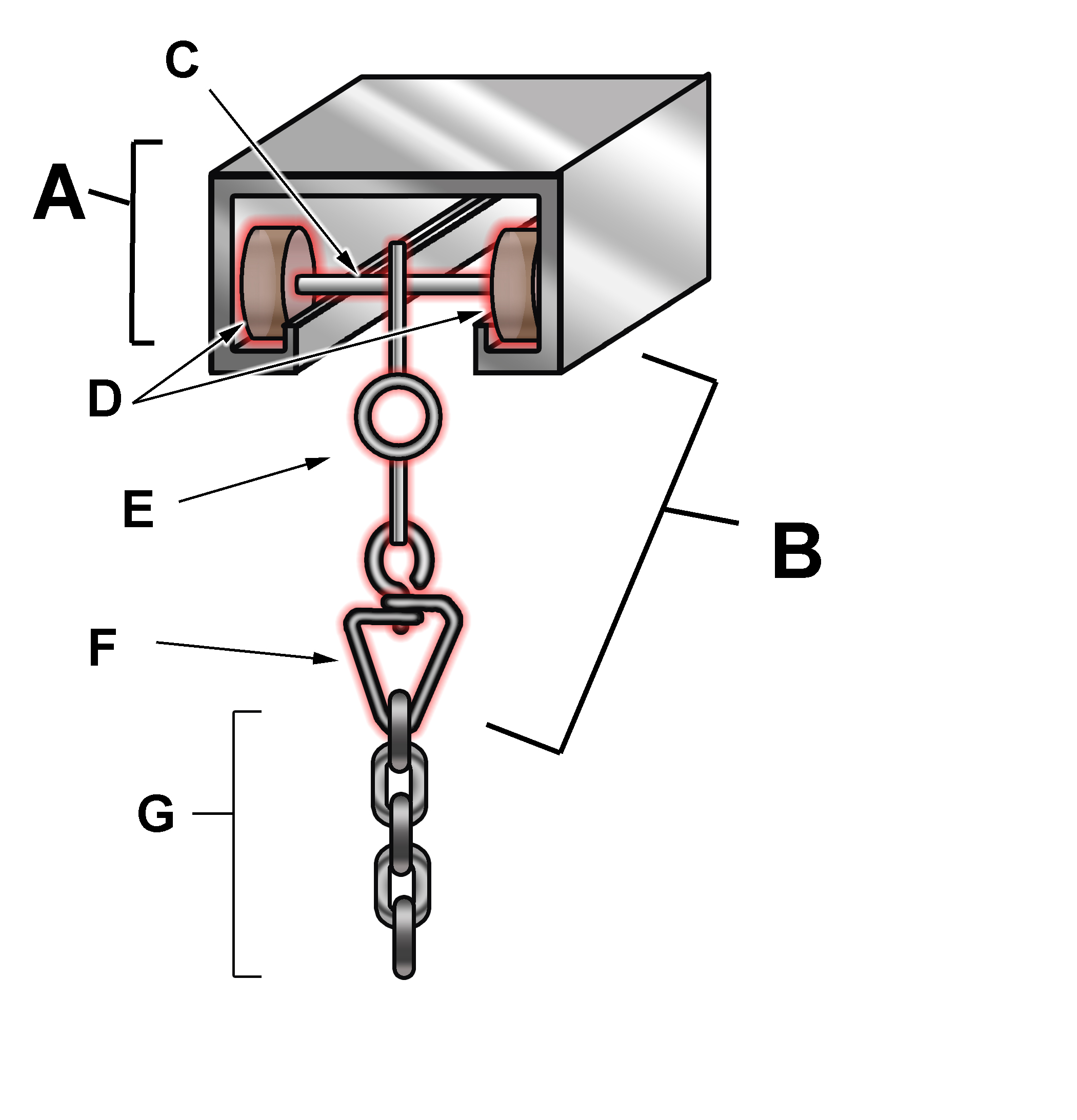
Schnittzeichnung der Funktionsweise, A) Rillenmetallkanal; B) Träger; C) Achse; D) Räder; E) Öse; F) Kette, an der der Vorhang hängt